# المقدمة (بريزون بريك)
المقدمة (بالإنجليزية: Pilot)‏ هي أولى حلقات المسلسل الأمريكي بريزون بريك، والتي بُثّت في 29 أغسطس 2005 في الولايات المتحدة. في تلك الليلة وعلى غير المعتاد، بُثّت الحلقة الثانية «ألين» بعد هذه الحلقة مباشرة. أخرج الحلقة منتج المسلسل بريت راتنر الذي أخرج أعمالا شهيرة من بينها ساعة الذروة، وكتبها منتج ومنشئ المسلسل بول شويرين. لاقت الحلقة تقييما إيجابيا ليس في الولايات المتحدة فحسب، بل من كافة أنحاء العالم، وتخطت أرقاما قياسية في دول عدة.
قدّمت الحلقة أبرز بطلين للمسلسل: مايكل سكوفيلد (من تمثيل وينتورث ميلر) ولينكون بوروز (من تمثيل دومينيك بورسيل). حُكم على لينكون بالإعدام لجريمة لم يرتكبها: اغتيال ترينس ستيدمان، شقيق نائب رئيس الولايات المتحدة. تم رفض كل طلب لتأخير أو إلغاء الحكم على لينكون بسبب الأهمية السياسية التي يحتلها مقتل شقيق نائب الرئيس. بعد أن أقنع مايكل سكوفيلد (المصمم المعماري) أخاه؛ خطّط للدخول إلى السجن ليتمكن من الهروب مع أخيه، مستخدمًا وشمه الجديد ليحمي أخاه من حكم الإعدام.

## القصة
رسم مايكل سكوفيلد وشما معقدا على جسده، ثم ألقى بعض الوثائق الموجودة في شقته بالإضافة إلى قرص صلب في نهر فوكس. في اليوم التالي، هجم على بنك، لكنه استسلم دون مقاومة عندما وصلت الشرطة. تمت محاكمة مايكل، ورفض الاعتراض على الدعوى، حتى عندما حاولت محاميته فيرونيكا دونوفان القيام بذلك. صدر الحكم بسجنه خمس سنوات في إصلاحية نهر فوكس، وهو السجن الذي طلبه. مع دخوله الإصلاحية، يقابل مايكل الكابتن براد بيليك الذي يظهر فيما بعد أنه متسلط. ثم يقابل رفيقه في الزنزانة فرناندو سوكري الذي يأخذه في جولة بالخارج ثم يريه لينكون بوروز.
يفهم مايكل لاحقا أن الوسيلة الوحيدة للوصول إلى لينكون هي عبر PI (أو «أعمال السجن») التي يشرف عليها جون أبروزي. يطلب مايكل من جون الانضمام إلى العمال، لكنه يرفض. يلمح مايكل لجون أنه يعرف أمرا يحتاجه جون، ويترك له أوريغامي على شكل بطة مشيرا إليه أن يعرف مكان فيبوناشي (الشاهد الذي أطاح بأبروزي في السجن). يسمح أبروزي لاحقا لمايكل بالانضمام إلى عمال السجن. لاحقا يقدم مايكل نفسه إلى الدكتورة سارا تانكريدي ويحاول جذبها. تعطيه جرعة من الانسولين، بعد إدعائه أنه مصاب بمرض السكري النمط الأول. في زيارته الثانية لاحظت سارا انخفاض نسبة الجلوكوز بشكل فوق الطبيعي وأخبرته أن هذا يكون نتيجة لردة فعل الجسم على الأنسولين إذا لم يكن مصابا بالسكري، وأن التشخيص الذي أفاده بأنه مصاب بالسكري قد يكون مخطئا، وأخبرته أنها ستجري اختبارا في الزيارة القادمة. طلب مايكل من سي-نوت («صيدلي» السجن) الحصول على PUGNAc (وهو دواءٌ يعمل على مضادة الأنسولين ليبدو مصابا بالسكري) ودفع له في المقابل ليجري خدعته.
في المقابل، يتقدم فرناندو بخطبة حبيبته ماريكلوز ديلغادو التي تزوره في زيارة زوجية فيما بعد وتقبل الخطبة. يبدأ ولد لينكون في تعاطي القنب ويتم كشفه بواسطة الشرطة. فيرونيكا تزور مايكل ويخبرها بأنه عرف الجهة التي كادت للينكون. يقابل العميلان بول كيليرمان وهيل الأسقف مكمورو الذي يعزم تأخير إعدام لينكون. بعد تجاهله التهديد، يُقتل مكمورو أثناء نومه؛ عند هذه اللحظة بدأت فيرونيكا تعتقد أن لينكون بريء. يطلب رئيس إصلاحية نهر فوكس هنري بوب من مايكل إنشاء نموذج لتاج محل كهدية لزوجته في ذكرى زواجهما الأربعين، وبدأ العمل. لاحقا، يقابل مايكل لينكون ويخبره أنه سوف يخرجه من السجن. بعد أعمال السجن يسأل لينكون مايكل شاكّا فيما إذا كان قد رأى مخططات السجن. يرد مايكل قائلا، «بل أفضل من ذلك -- رسمتها على نفسي». ويكشف عن وشمه الذي يمثل مخطّطا لإصلاحية نهر فوكس والذي سيعتمد مايكل عليه في الهروب طوال المسلسل.

## وصلات خارجية
- المقدمة على موقع IMDb (الإنجليزية)
- المقدمة على موقع ميتاكريتيك (الإنجليزية)

- الخلاصة الرسمية للحلقة الأولى في الموسم الأول من قناة فوكس